# مول ام.۷
مول ام. ۷ (به انگلیسی: Maule_M-7) یک هواگرد ملخ‌پیشین تک‌موتوره از نوع ترابری ساخت شرکت Maule Air است. هواگرد مول ام. ۷ نخستین پروازش را در ۱۹۸۴ میلادی انجام داد. در مجموع، تعداد ۵۰۰ فروند از این هواگرد ساخته شده‌است.
طراح این هواگرد، Belford Maule بود.